# Miyako Maki
Miyako Maki (牧 美也子, Maki Miyako), née le 29 juillet 1935 à Kobe, préfecture de Hyogo, est une mangaka japonaise.
Commençant sa carrière en 1957, elle est l'une des toutes premières femmes mangaka. Elle participe à la diversification du shōjo manga pendant les années 1960 et devient l'une des auteurs shōjo les plus populaires de sa génération, avant de devenir pionnière dans les mangas féminins pour adultes, produisant des gekiga et redikomi à partir de la fin des années 1960.
Elle est l'épouse du mangaka Leiji Matsumoto avec qui elle a collaboré sur des œuvres communes, et est aussi célèbre pour avoir élaboré le prototype de la poupée Licca-chan, concurrente japonaise de la poupée Barbie.

## Biographie
Miyako Maki est née le 29 juillet 1935 à Kobe. Si elle commence à lire des livres à l'âge de 8 ans, et notamment des magazines pour écoliers gakunenshi qui contenaient quelques bandes dessinées, elle ne découvre réellement le manga qu'après avoir terminé le lycée : les parents de Miyako viennent de créer une entreprise de distribution de livres à Ōsaka, elle démissionne alors de son emploi dans une banque pour aider ses parents. Parmi les livres distribués elle découvre des mangas et est intéressée par les possibilités d'expression offertes par le médium,.
Considérant que  la bande dessinée était pour elle le meilleur moyen d'exprimer sa pensée, elle commence sa carrière de mangaka en 1957, avec le shōjo manga Haha Koi Warutsu (母恋いワルツ). Peu après elle déménage à Tokyo et rencontre rapidement un autre mangaka qui travaille dans le shōjo, Leiji Matsumoto, ils se marient en 1961 et collaborent sur la création de manga. En 1968 Miyako Maki s'oriente vers le gekiga, les mangas pour adulte, devenant la première mangaka à dessiner dans ce style dans le but de s'adresser à un lectorat féminin.
Lors de sa carrière Miyako Maki rencontre un important succès. Deux de ses manga, Netsu ai (熱愛) et Akujo seisho (悪女聖書) sont adaptés sous la forme de séries télévisées et un autre, Koibito misaki (恋人岬) est adapté au cinéma. Elle reçoit aussi trois distinctions pour ses manga : le prix de l'Association des auteurs de bande dessinée japonais pour Himon no onna (緋紋の女) en 1974, le Montreal International Comic Contest pour Les femmes du zodiaque (星座の女, Seiza no onna) en 1975 et le prix Shōgakukan pour l'adaptation du Dit du Genji (源氏物語, Genji monogatari) en 1988.

## Carrière

### Shōjomanga
Miyako Maki commence sa carrière de mangaka en 1957. Se basant sur le livre Manga Daigaku d'Osamu Tezuka et ses diverses lectures, elle créé son premier manga de 128 pages et alors que beaucoup de mangaka de l'époque — notamment les femmes — commencent leur carrière via le kashihon manga, Maki présente son manga au directeur de Tōkōdō, l'éditeur d'Osamu Tezuka. Ce dernier refuse de publier son manga, mais reconnaissant le talent de la jeune femme, il lui fournit des planches de Tezuka afin de parfaire son art. Elle commence alors le projet d'un second manga, Haha Koi Warutsu (母恋いワルツ), qui sera publié par un éditeur. Bien vite Miyako Maki s'installe à Tokyo et commence à travailler pour les grands éditeurs, tels que Kōdansha, Kōbunsha ou encore Shōgakukan.
Lors de son début de carrière, Maki s'inspire du style graphique et narratif de Tezuka, s'efforçant de suivre les instructions provenant de ses livres. Mais en janvier 1958 l'artiste Macoto Takahashi publie son premier manga dans une revue, Arashi o koete (あらしをこえて). À travers ce manga Takahashi définit le style graphique du sutairu-ga (スタイル画, gravure de mode), un procédé à objectif décoratif qui magnifie les émotions des personnages, opposé aux techniques dynamiques de Tezuka qui se concentrent sur l'action des personnages. Miyako Maki fait partie de la toute première vague d'artistes qui adoptent le sutairu-ga, avec son manga Shōjo sannin (少女三人) publié en août 1958. Bien vite le sutairu-ga s'impose dans le shōjo manga et devient la marque distinctive du shōjo par rapport au shōnen,,.
Dans ses shōjo manga Maki développe des histoires autour du ballet, de la recherche de l'amour familial — genre connu sous le nom de haha-mono (母もの, histoire de mère) — et la poursuite de ses rêves. Les héroïnes sont quant à elles mignonnes, innocentes mais déterminées. Ces histoires sont alimentées par les désirs de jeune fille de l'autrice, frustrée par les manques causés par la Seconde Guerre mondiale. Mais au contraire de la tendance de l'époque des shōjo manga où il y avait une volonté de déplacer l'action vers un Occident fantasmé et idéalisé, Maki se distingue par sa volonté d'ancrer ses histoires dans le Japon contemporain.

### Collaborations avec Leiji Matsumoto
À Tokyo Maki intègre un groupe d'amis mangaka, comprenant notamment Osamu Tezuka, Leiji Matsumoto ou encore Tetsuya Chiba. Miyako Maki et Leiji Matsumoto finissent par se marier en 1961 et commencent alors à collaborer sur divers manga. À l'époque Leiji Matsumoto était spécialisé dans les shōjo animaliers mignons, mais il souhaitait s'orienter vers le shōnen et surtout rêvait de se lancer dans l'animation.
Dans leurs collaborations Maki s'occupe des dessins des personnages féminins cependant que Matsumoto s'occupe des personnages masculins et animaliers. Leurs manga intègrent des éléments typiques des shōjo et des shōnen avec par exemple le shōjo manga Watashi no Eru (わたしのエル) publié en 1964 où l'on retrouve une alternance entre des pages très cinématiques typique des shōnen et d'autres plus décoratives basées sur le sutairu-ga du shōjo.
Suivant le rêve de Matsumoto de faire de l'animation, ils travaillent aussi sur des innovations visuelles comme pour le shōnen manga Le Champignon d'argent (銀のきのこ, Gin no kinoko) publié en 1961 ou encore la couverture d'un livret du magazine Shōjo de l'éditeur Kōbunsha. Ces créations sont basées sur des prises de vues réelles, image par image qui sont plus tard assemblées, comme pour concevoir un film d'animation,.
Grâce à ces collaborations, Maki a influencé Matsumoto dans la conception de personnages féminins forts et combatifs, à l'égal des personnages masculins, devenant l'un des premiers artistes à développer de tels personnages dans le shōnen manga.

### Licca-chan
Les personnages de jeunes filles créés par Miyako Maki rencontrent un vif succès auprès des jeunes filles japonaises, au point qu'un fan-club a été créé autour de l'une de ses héroïnes. Les héroïnes de Maki viennent à représenter une figure idéale de la jeune fille de l'époque et l'autrice porte une attention toute particulière au style vestimentaire de ses protagonistes : lors de la publication en 1960 de l'un de ses manga les plus populaires, Maki no kuchibue (マキの口笛) dans le magazine Ribon, tous les mois une lectrice pouvait gagner une reproduction artisanale d'un vêtement porté par l'héroïne sur la page de titre du chapitre.
Le succès des personnages de Miyako Maki attire l'attention du fabricant de jouets Takara. Takara s'inspire des visages et proportions des personnages de Maki afin de créer la poupée Licca-chan. La première Licca-chan est vendue en 1967 accompagnée d'une brochure reprenant une illustration de Miyako Maki. La poupée est un succès commercial et domine le marché sur les décennies qui suivent, mais si Miyako Maki est bien créditée comme étant à l'origine du prototype de la poupée, elle ne possède aucun droit d'auteur dessus.

### Gekigaet manga pour adulte
Au fil des années les intérêts de Miyako Maki évoluent et elle souhaite changer de registre, abandonner les histoires romantiques pour jeunes filles et s'adresser aux femmes plus âgées, avec des récits plus réalistes, mais ces histoires ne sont pas adaptées aux magazines shōjo avec qui elle travaille. En 1968 des magazines dédiés à un public masculin de jeunes adultes démarchent Maki et lui proposent de créer des mangas pour eux. Le premier magazine à le faire est Bessatsu Action qui recherchent une équipe de mangaka pour redessiner des travaux de Masaki Tsuji, elle est la seule femme du groupe. À la suite de ce projet elle décide de créer son propre manga dans le style gekiga, Mashūko banka (摩周湖晩夏) publié en 1968 dans le magazine féminin Josei Seven. Par la suite elle continue d'écrire des gekiga pour des magazines féminins et masculins.
Pour créer ses gekiga, Maki s'est inspirée des travaux de Kazuo Kamimura, notamment son atmosphère et ses histoires centrées sur la vie de femmes fortes qui ne se laissent pas abattre par l'adversité. Dans ses histoires, elle s'évertue à représenter des femmes qui recherchent la liberté, notamment sexuelle, s'affranchissant des tabous de l'époque, notamment elle investie les sexualités lesbiennes et sadomasochistes.
En 1975 la ville de Montréal, Québec, organise le concours Montreal International Comic Contest. Le critique japonais Kōsei Ono, membre du jury, demande à plusieurs auteurs japonais de participer au concours, dont Miyako Maki. Le jury évaluait une seule planche d'une bande dessinée sur la qualité du dessin. Maki y envoie une planche de l'histoire Le narcisse aux lèvres rouges de son gekiga Les femmes du zodiaque (星座の女, Seiza no onna) et remporte finalement le premier prix du concours, devenant le premier manga récompensé à l'international.
Miyako Maki étant la première femme à écrire des mangas pour un public adulte, elle ouvre la voie à la création du genre du redikomi, avec l'aide d'autres autrices comme Masako Watanabe ou Hideko Mizuno qui la rejoignent peu de temps après.

#### Documents centrés sur l'autrice
- [Toku 2015] (en) Masami Toku (éditeur), « Profile and Interview with Miyako Maki », dans International Perspectives on Shojo and Shojo Manga : The Influence of Girl Culture, Routledge, 2015 (ISBN 978-1-31761-075-5), p. 168-174.
- [Beaujean 2015] Stéphane Beaujean (trad. Aurélien Estager), « Miyako Maki : pionnière du manga », Kaboom, vol. 8,‎ février 2015.

#### Œuvres de l'autrice
- [Maki 2015] Miyako Maki (trad. Miyako Slocombe, préf. Kōsei Ono), Les femmes du zodiaque, vol. 2 : La fleur du requiem, Le Lézard noir, 2015 (ISBN 978-2-35348-070-8).

#### Autres documents utilisés
- [Toku 2007] (en) Masami Toku, « Shojo Manga! Girls' Comics! : A Mirror of Girls' Dreams », Mechademia, Université du Minnesota, vol. 2,‎ 2007.
- [Hébert 2010] Xavier Hébert, « L'esthétique shōjo, de l'illustration au manga : De l'origine des « grands yeux » aux mises en pages éclatées », Manga 10 000 images, Versailles, Éditions H, no 3 « Le manga au féminin : Articles, chroniques, entretiens et mangas »,‎ septembre 2010 (ISBN 978-2-9531781-4-2).
- [Fujimoto 2012] (en) Yukari Fujimoto (trad. Matt Thorn), « Takahashi Macoto : The Origin of Shōjo Manga Style », Mechademia, Université du Minnesota, vol. 7,‎ 2012.
- [Shamoon 2012] (en) Deborah Shamoon, « The Formation of Postwar Shōjo Manga, 1950–1969 », dans Passionate Friendship : The Aesthetics of Girl's Culture in Japan, Université d'Hawaï, 2012 (ISBN 978-0-82483-542-2).
- [Monden 2014] (en) Masafumi Monden, « Layers of the Ethereal : A Cultural Investigation of Beauty, Girlhood, and Ballet in Japanese shōjo manga », Fashion Theory, vol. 18, no 3,‎ 2014.
- [Dalma 2016] (en) Kálovics Dalma, « The missing link of shōjo manga history : the changes in 60s shōjo manga as seen through the magazine Shūkan Margaret », 京都精華大学紀要, vol. 49,‎ 15 avril 2016 (lire en ligne, consulté le 30 juillet 2017).
- [Okazaki 2017] (en) Manami Okazaki, « Living doll : Licca-chan’s legacy lives on », The Japan Times,‎ 8 juillet 2017 (lire en ligne, consulté le 30 juillet 2017).